# 中之島高速鐵道
中之島高速鐵道（日语：／ Nakanoshima Rapid Railway Co., Ltd. */?），簡稱中之島高速鐵道，是一家由京阪控股、日本政策投資銀行、 三井住友信託銀行、三井住友銀行、關西電力、三菱日聯銀行、大阪煤氣、瑞穗銀行、日本生命保險公司等及大阪府、大阪市所合組的第三種鐵道事業公司、第三部門鐵道公司。

## 年表
- 2001年（平成13年）7月10日：中之島高速鐵道株式會社設立。
- 2001年（平成13年）9月18日：大阪府和大阪市投資的第三部門成立。
- 2008年（平成20年）10月19日：中之島線開通。

## 路線列表
中之島高速鐵道僅持有下列路線，沒有營運列車，為第三種鐵道事業者。以下路線全部都由第二種鐵道事業者營運列車。
| 路線記號 | 中文線名 | 日文線名 | 第2種鐵道事業者 | 起點            | 終點            | 距離（公里） |
| -------- | -------- | -------- | --------------- | --------------- | --------------- | ------------ |
| KH       | 中之島線 |          | 京阪電氣鐵道    | 中之島（KH-54） | 天滿橋（KH-03） | 3.0          |

## 所有施設
- 中之島站
- 渡邊橋站
- 大江橋站
- 難波橋站

## 外部連結
- 中之島高速鐵道 （日文） （页面存档备份，存于）